# Omloop van het Hageland 2020
De 16e editie van de Belgische wielerwedstrijd Omloop van het Hageland werd gehouden op 1 maart 2020. De start lag in Tienen en aankomst in Tielt-Winge. De Italiaanse Marta Bastianelli was titelverdedigster. Zij werd opgevolgd door de Nederlandse Lorena Wiebes.

## Uitslag
| Plaats  | Naam              | Ploeg                              | Tijd     |
| ------- | ----------------- | ---------------------------------- | -------- |
| Winnaar | Lorena Wiebes     | Parkhotel Valkenburg               | 3u30'05" |
| 2       | Marta Bastianelli | Alé BTC Ljubljana                  | z.t.     |
| 3       | Emma Norsgaard    | Bigla-Katjoesja                    | z.t      |
| 4       | Emilia Fahlin     | FDJ Nouvelle-Aquitaine Futuroscope | z.t      |
| 5       | Teniel Campbell   | Valcar-Travel & Service            | z.t.     |
| 6       | Charlotte Kool    | NXTG Racing                        | z.t.     |
| 7       | Lotta Henttala    | Trek-Segafredo                     | z.t.     |
| 8       | Arianna Fidanza   | Lotto Soudal Ladies                | z.t.     |
| 9       | Ilaria Sanguineti | Valcar-Travel & Service            | z.t.     |
| 10      | Jelena Erić       | Movistar Team                      | z.t.     |
|         |                   |                                    |          |
| 17      | Annelies Dom      | Lotto Soudal Ladies                | z.t.     |

2005 · 2006 · 2007 · 2008 · 2009 · 2010 · 2011 · 2012 · 2013 · 2014 · 2015 · 2016 · 2017 · 2018 · 2019 · 2020 · 2021 · 2022 · 2023 · 2024 · 2025